# Marc Strange Jacobsen
Marc Strange Jacobsen (Slagelse, 8 februari 1972) is een Deens voormalig wielrenner. Hij was in 1992 tweede op het Deense kampioenschap op de weg bij de amateurs.

## Belangrijkste overwinningen
1994
Fyen Rundt
1996
11e etappe Ronde van Langkawi
1997
6e etappe Ronde van Hessen

## Ploegen
- 1998 –  Team Home-Jack & Jones
- 1999 –  Team Home-Jack & Jones

Andersen · 
Holm (tot 30/04) ·
Jørgensen · 
Kyneb ·
Nelissen ·
Piziks ·
Rosborg ·
Silovs · 
Skibby · 
Steen Nielsen ·
Strange Jacobsen
Andersen ·
Blaudzun · 
Colonna ·
Jørgensen · 
Kyneb ·
Larsen ·
Piziks ·
Rosborg ·
Sandstød ·
Silovs · 
Skibby · 
Steen Nielsen ·
Strange Jacobsen ·
Streel (tot 15/09) 